# Хоботовский район
Хоботовский район — административно-территориальная единица в составе Воронежской и Тамбовской областей, существовавшая в 1935—1956 годах. Центр — село Хоботово.
Хоботовский район был образован в составе Воронежской области 18 января 1935 года. В его состав вошли Александровский, Жидиловский, Иловай-Бригадирский, Иловай-Рождественский, Ново-Спасский, Остролучинский, Ранинский, Старо-Казинский, Степанищевский, Терновский и Ярковский сельсоветы Козловского района.
27 сентября 1937 года Хоботовский район был передан в Тамбовскую область.
4 июля 1956 года Хоботовский район был упразднён, а его территория передана в Мичуринский район.